# Padre Putas

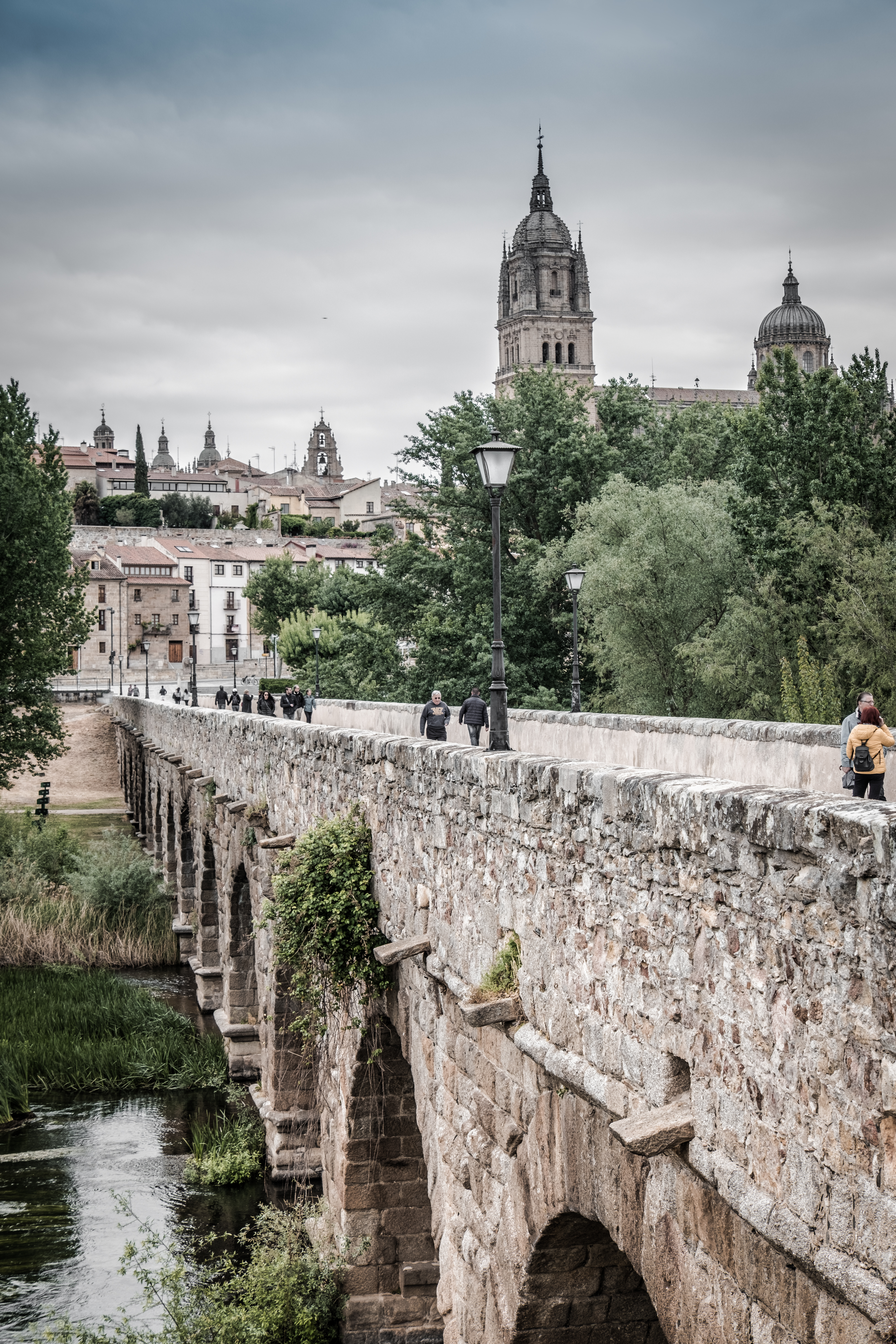
El Puente Mayor del Tormes es un puente que cruza el río Tormes en Salamanca.

Padre Cienfuentes o Padre de Macebía, más conocido como Padre Putas, fue un clérigo que lideraba una comitiva o un grupo de jóvenes y estudiantes de la universidad de Salamanca que cruzaban el río Tormes en barcas con ramas de árboles en las manos para recoger a mujeres que ejercían la prostitución de su destierro temporal al antiguo pueblo de Tejares por la celebración religiosa de la Semana Santa y así devolverlas al burdel de la ciudad de Salamanca en el siglo XVI. En honor al espectáculo del regreso a la ciudad que se originaba, se celebra como una fiesta tradicional conocida como Lunes de aguas. Este personaje, llamado eufemísticamente Padre Putas, es el cabezudo más representado durante estas fiestas hoy en día.

El era quien las llevaba a pasar la Cuaresma a la Salud (Tejares) y luego las traía el lunes de Cuassimodo, que se viene llamando por esa costumbre el lunes de Aguas, y las entregaba al maestrescuela y juez del estudio, que con gran acompañamiento de estudiantes iban río abajo en multitud de barcas a recibirlas.
Antonio García Boiza. Medallones Salmantinos, I. Salamanca 1924, pp. 103

El padre Cienfuentes era pupilo del obispo Diego de Deza, y era el responsable de vigilar, cuidar y atender a las prostitutas durante todo el año durante su estancia en la ciudad. Al parecer fue el príncipe Juan de Aragón (príncipe de Asturias) hijo de los Reyes Católicos, quien dio origen al trasladado. Para evitar el pecado antes de la Cuaresma, el rey Felipe II decretó que dichas mujeres, debían abandonar la ciudad durante esas fechas de forma temporal, hasta terminar las celebraciones religiosas.
Durante la dictadura de Francisco Franco, al igual que otras fiestas populares como los carnavales, no gustaba su significado secular y referido a la prostitución, por lo que se renombró al Padre Putas como Padre Lucas.